# Coiba
Coiba är med sina 130 km² den största ön i Centralamerika och ligger i Stilla havet utanför Panamas kust i provinsen Veraguas. 

## Historia
Coiba skiljdes från kontinentala Panama för mellan 12 000 och 18 000 år sedan då havsnivån steg. Djur och växter på den nya ön isolerades från fastlandet och över årtusendena utvecklades de flesta djuren på ön i en annan riktning än de på fastlandet. Ön är idag hem för många endemiska underarter, däribland Coibavrålapan (Alouatta coibensis).
På Coiba fanns fram till 1560 en indianbefolkning då de besegrades av spanjorerna och tvingades till slaveri.
En straffkoloni byggdes på ön 1919. Under åren diktatorn Omar Torrijos och Manuel Noriega styrde Panama, var fängelset på Coiba en fruktad plats med ett rykte att ha fruktansvärda förhållanden, extrem tortyr, avrättningar och politiska mord. Ingen känner till hur många som dödades i fängelset under denna period, med källor hävdar att antalet kan vara nära 300. Som sådan, undveks ön av lokalbefolkningen och allt utom fängelset var underutvecklat.
Efter att fängelset stängde 2004, har öns ofördärvade kondition gjort den idealisk som ett reservat. Den är en av de sista platserna i Centralamerika där ljusröd ara kan hittas i större antal i naturen. Ön är skogbeklädd till omkring 75 procent. En stor del av denna är urskog. Coiba är hem för ovanliga växtarter som endast finns på ön. Därtill, har ön, trädarter som sedan länge har försvunnit från fastlandet på grund av avskogning och överutnyttjande.
Vattnet nära ön samverkar med marint liv. Ön omges av en av de största korallreven vid Amerikas stillahavskust.
Ön blev en nationalpark 1992 och i juli 2005 blev nationalparken ett världsarv
Den indo-pacifiska strömmen genom Chiriquibukten ger en unik dykmiljö. Den varma strömmen ger en god livsmiljö för koraller och många av tropiska stillahavsarter som man inte förväntas hitta vid Amerikas stillahavskust. Med den kommer även större fiskar/däggdjur såsom knölval, haj, valhajar, späckhuggare och annat.
Coibas undervattenstopografi är sammankopplad med Cocos och Galapagosöarna genom undervattenskedjan Cordilera.  